# Mistrovství světa v judu 1981 – muži – pololehká váha (-65kg)
Zápasy v judu na XI. mistrovství světa v kategorii pololehkých vah mužů proběhly v Maastrichtu, 5. září 1981.

## Finále
| Finále              |                     |
| ------------------- | ------------------- |
| Constantin Niculae  | Kacuhiko Kašiwazaki |
| Kacuhiko Kašiwazaki | Kacuhiko Kašiwazaki |

## Opravy / O bronz
Do oprav se dostali judisté, kteří během turnaje prohráli svůj zápas s jedním ze dvou finalistů.
| opravy    | opravy         | opravy           | o bronz             |                     |
| --------- | -------------- | ---------------- | ------------------- | ------------------- |
| volný los | Kieran Foley   | Mario Tsutsui    | Mario Tsutsui       | Petras Ponomariovas |
| volný los | Kieran Foley   | Mario Tsutsui    | Mario Tsutsui       | Petras Ponomariovas |
|           | Mario Tsutsui  | Mario Tsutsui    | Mario Tsutsui       | Petras Ponomariovas |
|           |                | Hans Hoogendijk  | Mario Tsutsui       | Petras Ponomariovas |
|           |                |                  | Petras Ponomariovas | Petras Ponomariovas |
| volný los | Djibril Sambou | Thierry Rey      | Thierry Rey         | Hwang Čong-o        |
| volný los | Djibril Sambou | Thierry Rey      | Thierry Rey         | Hwang Čong-o        |
|           | Thierry Rey    | Thierry Rey      | Thierry Rey         | Hwang Čong-o        |
|           |                | Torsten Reißmann | Thierry Rey         | Hwang Čong-o        |
|           |                |                  | Hwang Čong-o        | Hwang Čong-o        |

## Pavouk
|   | 1/64             | 1/32                 | 1/16                | čtvrtfinále         | semifinále          | finále              |
| - | ---------------- | -------------------- | ------------------- | ------------------- | ------------------- | ------------------- |
| A | Arne Henriksen   | Arne Henriksen       | Josef Reiter        | Petras Ponomariovas | Petras Ponomariovas | Constantin Niculae  |
| A | Salih Takruny    | Arne Henriksen       | Josef Reiter        | Petras Ponomariovas | Petras Ponomariovas | Constantin Niculae  |
| A | volný los        | Josef Reiter         | Josef Reiter        | Petras Ponomariovas | Petras Ponomariovas | Constantin Niculae  |
| A | volný los        | Josef Reiter         | Josef Reiter        | Petras Ponomariovas | Petras Ponomariovas | Constantin Niculae  |
| A | volný los        | Petras Ponomariovas  | Petras Ponomariovas | Petras Ponomariovas | Petras Ponomariovas | Constantin Niculae  |
| A | volný los        | Petras Ponomariovas  | Petras Ponomariovas | Petras Ponomariovas | Petras Ponomariovas | Constantin Niculae  |
| A | volný los        | Spyros Spyru         | Petras Ponomariovas | Petras Ponomariovas | Petras Ponomariovas | Constantin Niculae  |
| A | volný los        | Spyros Spyru         | Petras Ponomariovas | Petras Ponomariovas | Petras Ponomariovas | Constantin Niculae  |
| A | volný los        | Christer Larsson     | Omar Abdala         | Piero Amstutz       | Petras Ponomariovas | Constantin Niculae  |
| A | volný los        | Christer Larsson     | Omar Abdala         | Piero Amstutz       | Petras Ponomariovas | Constantin Niculae  |
| A | volný los        | Omar Abdala          | Omar Abdala         | Piero Amstutz       | Petras Ponomariovas | Constantin Niculae  |
| A | volný los        | Omar Abdala          | Omar Abdala         | Piero Amstutz       | Petras Ponomariovas | Constantin Niculae  |
| A | volný los        | Piero Amstutz        | Piero Amstutz       | Piero Amstutz       | Petras Ponomariovas | Constantin Niculae  |
| A | volný los        | Piero Amstutz        | Piero Amstutz       | Piero Amstutz       | Petras Ponomariovas | Constantin Niculae  |
| A | volný los        | Ferenc Kollár        | Piero Amstutz       | Piero Amstutz       | Petras Ponomariovas | Constantin Niculae  |
| A | volný los        | Ferenc Kollár        | Piero Amstutz       | Piero Amstutz       | Petras Ponomariovas | Constantin Niculae  |
| B | Kieran Foley     | Kieran Foley         | Constantin Niculae  | Constantin Niculae  | Constantin Niculae  | Constantin Niculae  |
| B | Édgar Claure     | Kieran Foley         | Constantin Niculae  | Constantin Niculae  | Constantin Niculae  | Constantin Niculae  |
| B | volný los        | Constantin Niculae   | Constantin Niculae  | Constantin Niculae  | Constantin Niculae  | Constantin Niculae  |
| B | volný los        | Constantin Niculae   | Constantin Niculae  | Constantin Niculae  | Constantin Niculae  | Constantin Niculae  |
| B | volný los        | Mario Tsutsui        | Mario Tsutsui       | Constantin Niculae  | Constantin Niculae  | Constantin Niculae  |
| B | volný los        | Mario Tsutsui        | Mario Tsutsui       | Constantin Niculae  | Constantin Niculae  | Constantin Niculae  |
| B | volný los        | Brent Cooper         | Mario Tsutsui       | Constantin Niculae  | Constantin Niculae  | Constantin Niculae  |
| B | volný los        | Brent Cooper         | Mario Tsutsui       | Constantin Niculae  | Constantin Niculae  | Constantin Niculae  |
| B | volný los        | Galdangín Džamsran   | Galdangín Džamsran  | Hans Hoogendijk     | Constantin Niculae  | Constantin Niculae  |
| B | volný los        | Galdangín Džamsran   | Galdangín Džamsran  | Hans Hoogendijk     | Constantin Niculae  | Constantin Niculae  |
| B | volný los        | Ricardo Tuero        | Galdangín Džamsran  | Hans Hoogendijk     | Constantin Niculae  | Constantin Niculae  |
| B | volný los        | Ricardo Tuero        | Galdangín Džamsran  | Hans Hoogendijk     | Constantin Niculae  | Constantin Niculae  |
| B | volný los        | Rune Johansen        | Hans Hoogendijk     | Hans Hoogendijk     | Constantin Niculae  | Constantin Niculae  |
| B | volný los        | Rune Johansen        | Hans Hoogendijk     | Hans Hoogendijk     | Constantin Niculae  | Constantin Niculae  |
| B | volný los        | Hans Hoogendijk      | Hans Hoogendijk     | Hans Hoogendijk     | Constantin Niculae  | Constantin Niculae  |
| B | volný los        | Hans Hoogendijk      | Hans Hoogendijk     | Hans Hoogendijk     | Constantin Niculae  | Constantin Niculae  |
| C | Jimmy Martin     | Jimmy Martin         | Jimmy Martin        | Torsten Reißmann    | Kacuhiko Kašiwazaki | Kacuhiko Kašiwazaki |
| C | Mahmud Abu-Šama  | Jimmy Martin         | Jimmy Martin        | Torsten Reißmann    | Kacuhiko Kašiwazaki | Kacuhiko Kašiwazaki |
| C | volný los        | Emil Damjanov        | Jimmy Martin        | Torsten Reißmann    | Kacuhiko Kašiwazaki | Kacuhiko Kašiwazaki |
| C | volný los        | Emil Damjanov        | Jimmy Martin        | Torsten Reißmann    | Kacuhiko Kašiwazaki | Kacuhiko Kašiwazaki |
| C | volný los        | Torsten Reißmann     | Torsten Reißmann    | Torsten Reißmann    | Kacuhiko Kašiwazaki | Kacuhiko Kašiwazaki |
| C | volný los        | Torsten Reißmann     | Torsten Reißmann    | Torsten Reißmann    | Kacuhiko Kašiwazaki | Kacuhiko Kašiwazaki |
| C | volný los        | Abdul Latif Rozaihan | Torsten Reißmann    | Torsten Reißmann    | Kacuhiko Kašiwazaki | Kacuhiko Kašiwazaki |
| C | volný los        | Abdul Latif Rozaihan | Torsten Reißmann    | Torsten Reißmann    | Kacuhiko Kašiwazaki | Kacuhiko Kašiwazaki |
| C | volný los        | Mohamed Subhi        | Thierry Rey         | Kacuhiko Kašiwazaki | Kacuhiko Kašiwazaki | Kacuhiko Kašiwazaki |
| C | volný los        | Mohamed Subhi        | Thierry Rey         | Kacuhiko Kašiwazaki | Kacuhiko Kašiwazaki | Kacuhiko Kašiwazaki |
| C | volný los        | Thierry Rey          | Thierry Rey         | Kacuhiko Kašiwazaki | Kacuhiko Kašiwazaki | Kacuhiko Kašiwazaki |
| C | volný los        | Thierry Rey          | Thierry Rey         | Kacuhiko Kašiwazaki | Kacuhiko Kašiwazaki | Kacuhiko Kašiwazaki |
| C | volný los        | Kacuhiko Kašiwazaki  | Kacuhiko Kašiwazaki | Kacuhiko Kašiwazaki | Kacuhiko Kašiwazaki | Kacuhiko Kašiwazaki |
| C | volný los        | Kacuhiko Kašiwazaki  | Kacuhiko Kašiwazaki | Kacuhiko Kašiwazaki | Kacuhiko Kašiwazaki | Kacuhiko Kašiwazaki |
| C | volný los        | Djibril Sambou       | Kacuhiko Kašiwazaki | Kacuhiko Kašiwazaki | Kacuhiko Kašiwazaki | Kacuhiko Kašiwazaki |
| C | volný los        | Djibril Sambou       | Kacuhiko Kašiwazaki | Kacuhiko Kašiwazaki | Kacuhiko Kašiwazaki | Kacuhiko Kašiwazaki |
| D | Huang Pai-Ling   | Janusz Pawłowski     | Janusz Pawłowski    | Hwang Čong-o        | Hwang Čong-o        | Kacuhiko Kašiwazaki |
| D | Janusz Pawłowski | Janusz Pawłowski     | Janusz Pawłowski    | Hwang Čong-o        | Hwang Čong-o        | Kacuhiko Kašiwazaki |
| D | volný los        | Kerrith Brown        | Janusz Pawłowski    | Hwang Čong-o        | Hwang Čong-o        | Kacuhiko Kašiwazaki |
| D | volný los        | Kerrith Brown        | Janusz Pawłowski    | Hwang Čong-o        | Hwang Čong-o        | Kacuhiko Kašiwazaki |
| D | volný los        | Hwang Čong-o         | Hwang Čong-o        | Hwang Čong-o        | Hwang Čong-o        | Kacuhiko Kašiwazaki |
| D | volný los        | Hwang Čong-o         | Hwang Čong-o        | Hwang Čong-o        | Hwang Čong-o        | Kacuhiko Kašiwazaki |
| D | volný los        | Stewart Brain        | Hwang Čong-o        | Hwang Čong-o        | Hwang Čong-o        | Kacuhiko Kašiwazaki |
| D | volný los        | Stewart Brain        | Hwang Čong-o        | Hwang Čong-o        | Hwang Čong-o        | Kacuhiko Kašiwazaki |
| D | volný los        | Brad Farrow          | Brad Farrow         | Sandro Rosati       | Hwang Čong-o        | Kacuhiko Kašiwazaki |
| D | volný los        | Brad Farrow          | Brad Farrow         | Sandro Rosati       | Hwang Čong-o        | Kacuhiko Kašiwazaki |
| D | volný los        | Gerardo Padilla      | Brad Farrow         | Sandro Rosati       | Hwang Čong-o        | Kacuhiko Kašiwazaki |
| D | volný los        | Gerardo Padilla      | Brad Farrow         | Sandro Rosati       | Hwang Čong-o        | Kacuhiko Kašiwazaki |
| D | volný los        | Sandro Rosati        | Sandro Rosati       | Sandro Rosati       | Hwang Čong-o        | Kacuhiko Kašiwazaki |
| D | volný los        | Sandro Rosati        | Sandro Rosati       | Sandro Rosati       | Hwang Čong-o        | Kacuhiko Kašiwazaki |
| D | volný los        | Sergio Cardell       | Sandro Rosati       | Sandro Rosati       | Hwang Čong-o        | Kacuhiko Kašiwazaki |
| D | volný los        | Sergio Cardell       | Sandro Rosati       | Sandro Rosati       | Hwang Čong-o        | Kacuhiko Kašiwazaki |